# Lepidosaphes piniroxburghii
Lepidosaphes piniroxburghii är en insektsart som beskrevs av Sadao Takagi 1975. Lepidosaphes piniroxburghii ingår i släktet Lepidosaphes och familjen pansarsköldlöss.
Artens utbredningsområde är Nepal. Inga underarter finns listade i Catalogue of Life.